# Гендрік де Лет
Гендрік де Лет  (нід. Hendrik de Leth; 1703—1766) — нідерландський картограф, гравер, видавець карт, друкар і колекціонер. Представник династії граверів та книготорговців де Летів, які успадкували майстерню Піскаторів і зробили вагомий внесок у розвиток голландської картографії XVIII століття.

## Біографія
Гендрік де Лет народився 31 травня 1703 року в Амстердам, у родині гравера та книготорговця Андріса де Лета (1662—1731). Він отримав початкову освіту та майстерність у батька, а у 1728 році, досягнувши 25 років, вступив до Гільдії книготорговців Амстердама.
Після смерті Андріса у 1731 році Гендрік успадкував майстерню і продовжував традиції видавництва карт та ілюстрованих атласів.
Протягом 1730–1760-х років де Лет активно працював у Амстердамі як книговидавець, удосконалюючи методи гравірування та видавництва карт. Однією з найвідоміших його карт є «Carte Nouvelle de la Mer du Sud» (1740), виконана в техніці мідної гравюри з оригінальним ручним розфарбуванням й опублікована у вигляді окремого аркуша, що нині є вкрай рідкісним екземпляром на аукціонному ринку. Де Лет також створив двошарову карту Південного й Тихого океанів спільно зі своїм батьком Андрісом, яка вважається найкращим зразком картографічного оформлення «планігорії» того часу.

## Основні роботи
- «Nieuwe Geographische en Historische Atlas van de Zeven Vereenigde Nederlandsche Provintien» (1739) — атлас із серією карт семи провінцій Нідерландів для навчання географії.
- «Nouvel Atlas géographique et historique», переглянутий Жаном Руссе де Місі, з 38 складними картами та таблицями, опублікований близько 1749 року в двомовному французько-голландському виді.
- Серія акварельних видів Рейну (1763) — 55 малюнків, виконаних під час подорожі вздовж Рейну від Арнгейма до Франкфурта-на-Майні; пізніше ці малюнки були випущені в друкованому вигляді і досі виставляються на аукціонах та в музеях[8].

## Спадщина
Вплив Гендріка де Лета простежується у тому, що його атласи використовували як освітні посібники в європейських школах XVIII століття. Його гравюри цінуються колекціонерами за високу якість виконання та точність географічних даних. Сьогодні роботи де Лета зберігаються в провідних міжнародних музейних колекціях, серед яких Британський музей та міський архів Амстердама, а рідкісні атласи й карти регулярно з'являються на аукціонах провідних світових торгівельних майданчиків.